# جزیره گرینلی (استرالیای جنوبی)
جزیره گرینلی (استرالیای جنوبی) (به انگلیسی: Greenly Island (South Australia)) یک منطقهٔ مسکونی در استرالیا است که در خلیج بزرگ استرالیا واقع شده‌است.